# Braunschweigische Staatsbank
Die Braunschweigische Staatsbank war die älteste Vorläuferinstitution der heutigen Norddeutschen Landesbank.

## Geschichte

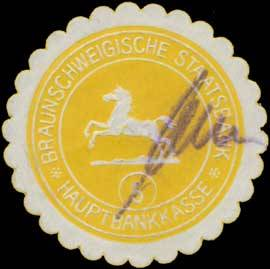
Siegelmarke der Braunschweigischen Staatsbank

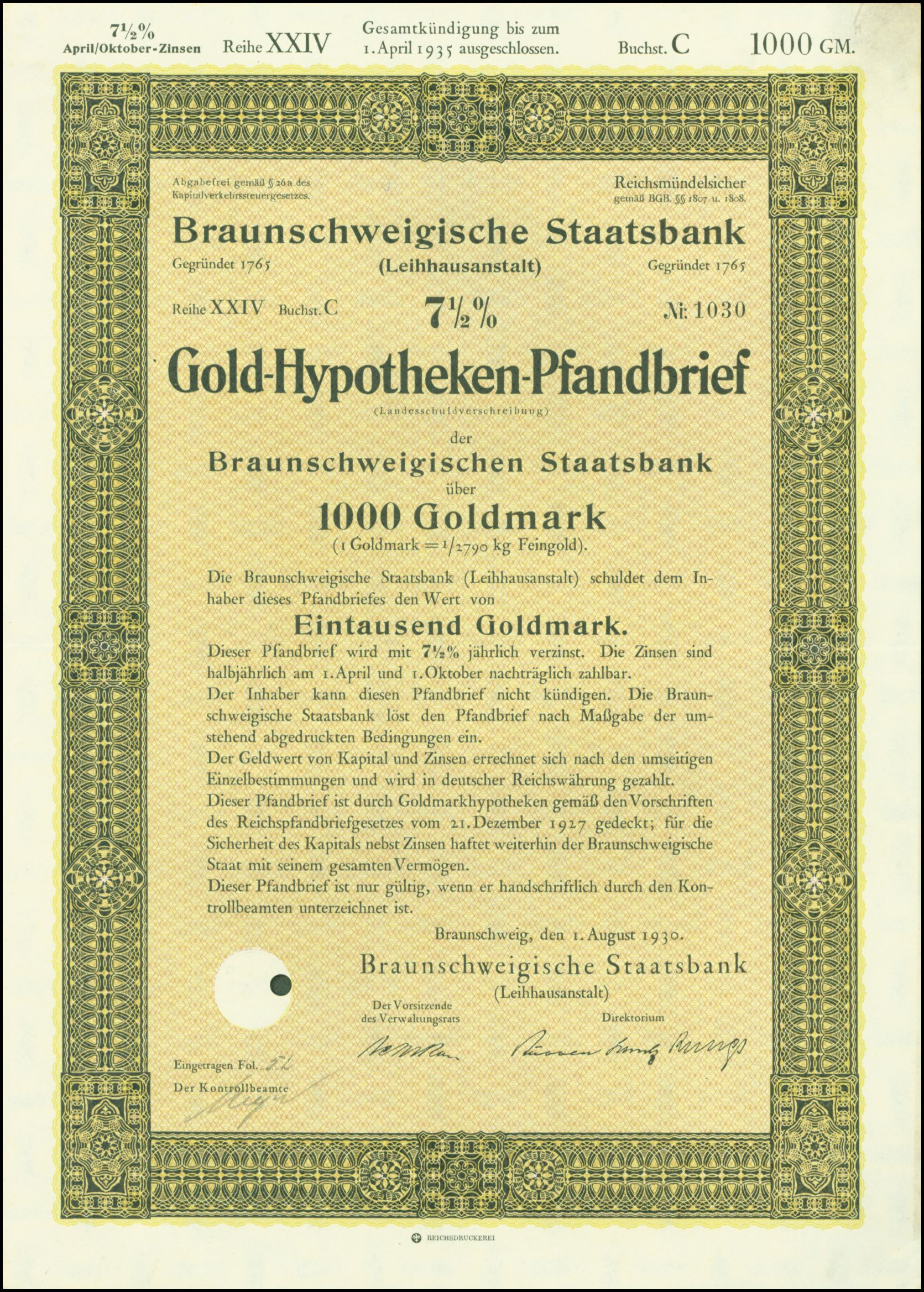
Hypotheken-Pfandbrief über 1000 Goldmark der Braunschweiger Staatsbank vom 1. August 1930

Die Braunschweigische Staatsbank wurde durch Herzog Karl I. zu Braunschweig-Lüneburg am 9. März 1765 als Herzogliches Leyhaus gegründet und war damit die erste Staatsbank auf deutschem Boden überhaupt. Ihre Gründung beruhte auf der Wirtschaftspolitik des Merkantilismus, wie auch die der Landesbrandversicherungsanstalt im Jahre 1754 oder der Porzellanmanufaktur Fürstenberg im Jahre 1747.
Das Geschäftsgebiet der Bank deckte sich mit dem Gebiet des Fürstentums Braunschweig-Wolfenbüttel bzw. seiner Nachfolger Herzogtum Braunschweig und Freistaat Braunschweig. Nach dem Ende des Ersten Weltkriegs und der Umwandlung Deutschlands in eine Republik musste auch die gesetzliche Grundlage für die Herzoglich Braunschweig-Lüneburgische Leihhausanstalt und ihre Organisation an die neuen Verhältnisse angepasst werden. 1919 wurde das maßgeblich von Finanzminister Emil Bartels konzipierte Staatsbankgesetz erlassen. Die Bank erhielt nun die Bezeichnung Braunschweigische Staatsbank mit folgenden Organen:
- Direktorium, bestehend aus Präsident und Vorstandsmitgliedern
- Aufsichtsrat, mit 26 Mitgliedern, davon 10 für Landesversammlung und Staatsministerium, 5 für Kommunen, 11 für Vertreter der Wirtschaft
- Verwaltungsrat, bestehend aus dem Aufsichtsratsvorsitzenden, 5 weiteren vom Aufsichtsrat gewählten Mitgliedern sowie den Mitgliedern des Direktoriums. Der Verwaltungsrat war für grundsätzliche Fragen der Geschäftsführung sowie die Aufstellung des Jahresabschlusses zuständig.[1]

Die Zeit des Nationalsozialismus hatte auch Auswirkungen auf die Staatsbank. Werner Küchenthal, Braunschweigischer Ministerpräsident (1. Oktober 1930 bis 7. Mai 1933) und seit dem 1. Mai 1933 NSDAP-Mitglied, wurde als Nachfolger von Oskar Stübben zum Staatsbankpräsidenten ernannt. Politisch missliebige Bankdirektoren wurden entlassen, neue Mitarbeiter wurden eingestellt, deren vorrangige Qualifikation die Parteimitgliedschaft war. Nach Darstellung in der Festschrift zum 250-jährigen Bestehen der Landessparkasse instrumentalisierte der Braunschweiger Ministerpräsident Dietrich Klagges die Bank, um eine Zusammenlegung des Freistaats Braunschweig mit anderen Gebieten – und damit einen Machtverlust – zu verhindern: Die Bank eröffnete im Sommer 1934 10 Filialen auf preußischem Gebiet, nämlich in Celle, Gifhorn, Goslar, Göttingen, Halberstadt, Hildesheim, Lüneburg, Peine, Stendal und Uelzen. 1934 wurde das Staatsbankgesetz im Sinne des Führerprinzips neu ausgerichtet. Die Änderungen der Bestellungen der Aufsichtsrats- und Verwaltungsratsmitglieder führten laut dem Wirtschaftshistoriker Achterberg „zur Unterwerfung des Direktoriums unter das Staatsministerium“. 1935 wurde das (Reichs-)Gesetz über Staatsbanken erlassen. Es enthielt Blankoermächtigungen zum Eingriff in Staatsbanken und deren (landesrechtliche) Rechtsgrundlagen einschließlich der Ermächtigung in § 2, wonach der Reichswirtschaftsminister die Aufsicht über Staatsbanken übernehmen kann. Achterberg schreibt dazu:

„Diese Zentralisierung der Staatsbankaufsicht stellte eine Organisationsänderung von größter Tragweite dar, denn das Braunschweigische Staatsministerium und damit das Land Braunschweig waren aus den Organen der Bank rundweg herauskomplimentiert worden. Verwaltungs- und Aufsichtsrat verschwanden ganz, dafür erhielt die Bank einen Beirat, der vom Reichswirtschaftsminister auf je drei Jahre ernannt wurde. … . Ferner wurde Gesetz, daß der Reichswirtschaftsminister den Präsidenten und die Mitglieder des Direktoriums der Staatsbank ernennt und der Dienstvorgesetzte des Präsidenten ist.
Entzogen freilich war die Staatsbank nur den regionalen Gewalten, den zentralen blieb sie unterworfen, …“

Die Gebietsänderung 1941 führte nicht zu Veränderungen des Geschäftsgebiets der Staatsbank. Die deutsche Teilung hatte allerdings den Verlust des ehemaligen Braunschweiger Gebiets zur Folge, das in der Sowjetischen Besatzungszone lag. Das galt auch für die Staatsbank.
Mit Gründung des Landes Niedersachsen gingen die Vermögenswerte der Vorgänger auf dieses Land über, es wurde somit Anteilseigner und Gewährträger der Staatsbank. Bis Mitte 1970 blieb deren Selbständigkeit bestehen.

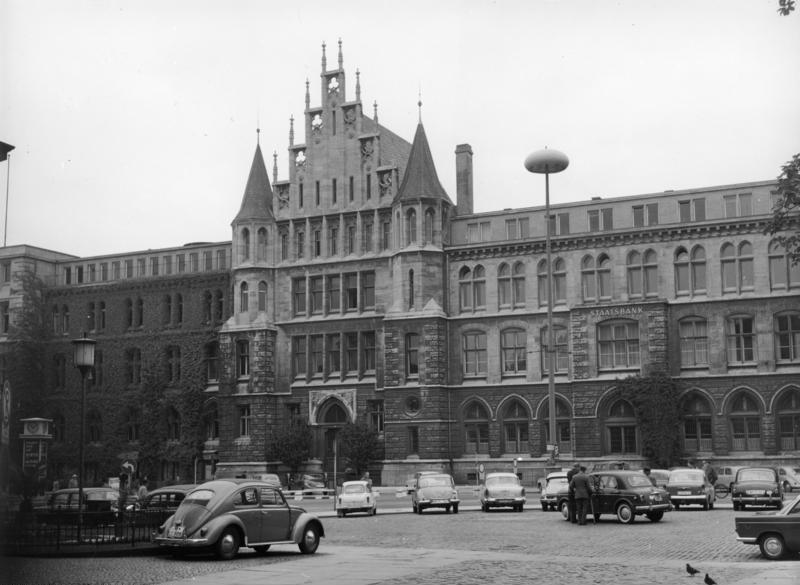
1895 erbauter Sitz der Staatsbank (Aufnahme von 1961 mit Zustand nach Rekonstruktion wegen Kriegseinwirkung)
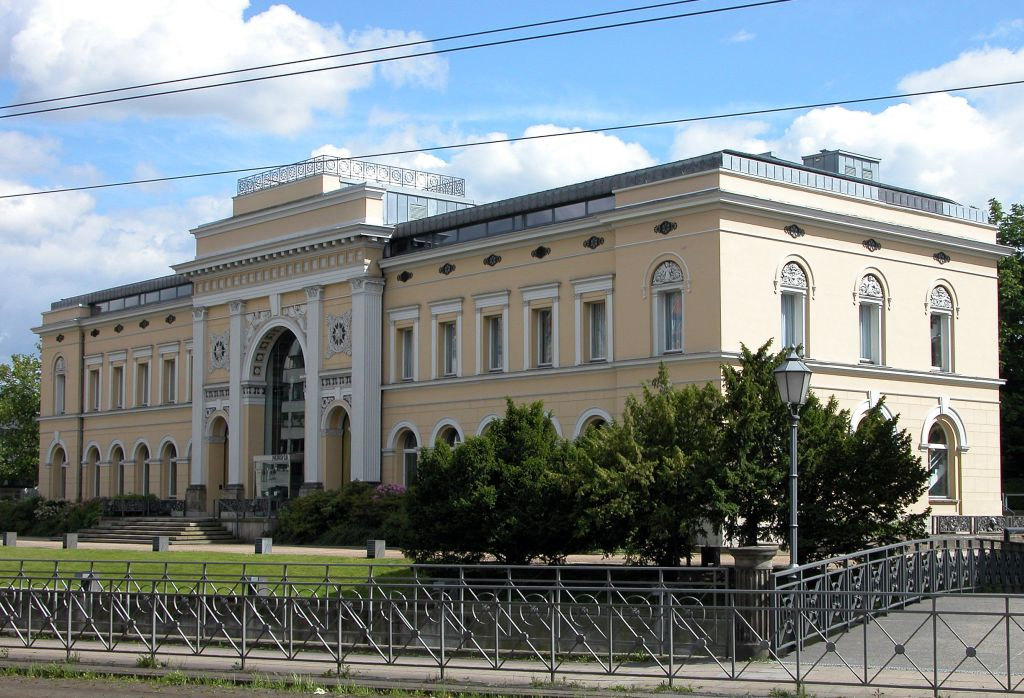
Der Ottmerbau. Sitz der Staatsbank bis 1970
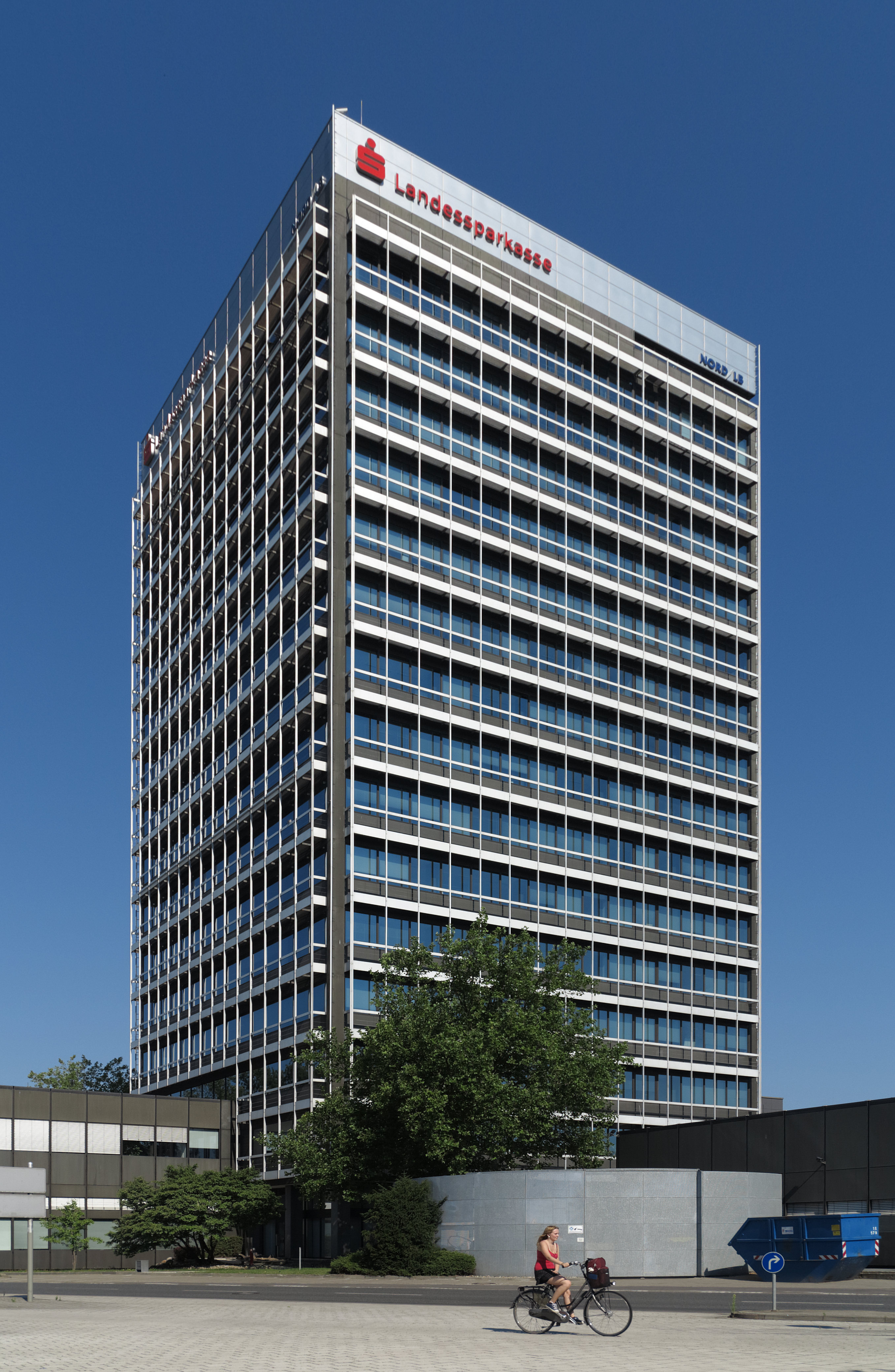
Hochhaus der Staatsbank in Braunschweig

## Braunschweigische Landessparkasse (alt)
1834 wurden im Herzogtum Braunschweig Sparkassen als rechtlich unselbständige  Unterabteilungen der Herzoglichen Leihhausanstalten gegründet („Gesetz, die in Verbindung mit den Herzogl. Leihanstalten zu errichtenden Sparkassen betreffend“ vom 20. Dezember 1833).
1919 wurde das Sparkassengeschäft in der neu errichteten Braunschweigischen Landessparkasse konzentriert. Bei dieser handelte es sich um eine „öffentliche Anstalt mit selbständiger Rechtsfähigkeit und eigenem Vermögen, Girozentrale für das Land Braunschweig. Dient der Pflege des Sparverkehrs. Vermögens- und Geschäftsverwaltung durch ein unter Leitung des Direktoriums der Staatsbank stehendes Hauptsparamt.“
Ob die Braunschweigische Staatsbank sich im Hinblick auf das Gründungsdatum 1765 als älteste deutsche Sparkasse bezeichnen kann oder ob erst seit 1834 insoweit von einer Sparkassenfunktion gesprochen werden kann, ist umstritten.

## Geschäftsstellen
Im Laufe der Zeit hat sich die Zahl der Geschäftsstellen verändert. Im Folgenden werden aufgrund entsprechender Quellen Angaben zu den Zeitpunkten 1929 und 1965 gemacht:

### Freistaat Braunschweig (1929)
Außer der Zentrale selbst hatte die Bank in der Stadt Braunschweig die Hauptbankkasse, die Hauptfinanzkasse und die Kreiskasse Braunschweig (alle Dankwardstr. 1). Daneben gab es Zweigkassen in Bad Harzburg, Blankenburg, Braunlage, Eschershausen, Gandersheim, Hasselfelde, Helmstedt, Holzminden, Königslutter, Oker, Schöningen, Seesen, Thedinghausen, Vorsfelde und Wolfenbüttel. Bei den Zweigkassen gab es jeweils Nebenabteilungen für den Staatskassenverkehr mit der Bezeichnung Kreiskasse. Darüber hinaus unterhielt die Braunschweigische Landessparkasse (mit dem Hauptsparamt ebenfalls in der Dankwardstr. 1) innerhalb der Stadt Braunschweig 4 amtliche und 16 private Sparstellen, im Land Braunschweig 223 Sparstellen.

### Land Niedersachsen (1965)
Neben der Hauptverwaltung in Braunschweig (zuletzt im Alten Bahnhof – auch Ottmerbau) hatte sie 1965 folgende Filialen:
- Braunschweig
  - Dankwardstraße
  - Bruchtorwall
  - Mühlenpfordtstraße
  - Celler Straße
  - Altewiekring
- Wolfenbüttel, Schöningen, Schöppenstedt, Salzgitter-Lebenstedt, Vorsfelde, Helmstedt, Königslutter, Oker, Bad Harzburg, Braunlage, Seesen, Bad Gandersheim, Stadtoldendorf, Holzminden, Eschershausen, Thedinghausen

Zu den Filialen gehörten Zweigstellen in den genannten Städten sowie in folgenden Orten:
Stöckheim, Rautheim, Wenden, Vechelde, Velpke, Rühen, Parsau, Lehre, Grasleben, Süpplingen, Neu-Büddenstedt, Jerxheim, Remlingen, Hornburg, Rüningen, Salzgitter-Steterburg, Salzgitter-Thiede, Salzgitter-Hallendorf, Salzgitter-Immendorf, Salzgitter-Gebhardshagen, Bornum, Lutter am Barenberge, Langelsheim, Astfeld, Wolfshagen, Gittelde, Harlingerode, Bündheim, Walkenried, Kreiensen, Naensen, Wenzen, Grünenplan, Delligsen,
Neuhaus, Fürstenberg, Boffzen, Kemnade

## Fusion zur NORD/LB
Zum 1. Juli 1970 initiierte der niedersächsische Finanzminister und spätere Ministerpräsident Alfred Kubel, basierend auf Vorschlägen des Staatsbankpräsidenten Carl Düvel, die Gründung der NORD/LB. Der ehemalige Syndikus und Vorstandsvorsitzende erst der Niedersächsischen Landesbank Girozentrale und dann der NORD/LB, Wilhelm Pleister, begleitete die Verhandlungen für die Fusion der Hannoverschen Landeskreditanstalt mit der Niedersächsischen Wohnungskreditanstalt Stadtschaft, der Niedersächsischen Landesbank Girozentrale und der Braunschweigischen Staatsbank zur NORD/LB. Die neu gegründete Bank bezog ihren Sitz deswegen in Hannover und Braunschweig. Sie residiert dort mit der Braunschweigischen Landessparkasse u. a. in dem auch architektonisch bedeutsamen Alten Bahnhof. Mit der Fusion verlor die Landessparkasse ihre rechtliche Selbständigkeit, aber nicht ihren Namen und ihre Funktion als Landessparkasse.

## Braunschweigische Landessparkasse (neu)
Durch einen Staatsvertrag vom 22. August 2007 zwischen Niedersachsen, Sachsen-Anhalt und Mecklenburg-Vorpommern wurde die Braunschweigische
Landessparkasse, die nach der Fusion 1970 keine rechtliche Selbständigkeit mehr hatte, mit Wirkung zum 1. Januar 2008 in eine teilrechtsfähige Anstalt des öffentlichen Rechts innerhalb der Anstalt NORD/LB umgestaltet.